# Pandi Laço
Pandi Laço, född 21 mars 1964 i Korça, är en albansk journalist, låtskrivare, och värd. 
Han är främst känd för att ha skrivit flera av Albaniens bidrag i Eurovision Song Contest. Laço har arbetat med flera kända albanska artister, bland annat Frederik Ndoçi. Laço är värd för TV-programmet "Histori me zhurmues", som handlar om albansk film- och musikhistoria. 
År 2012 är Laço domare i den albanska versionen av X Factor, tillsammans med Juliana Pasha, Alban Skënderaj och Vesa Luma. 

## Kända verk
- 2002: "Brënda vetes më merr" av Mira Konçi.
- 2005: "Tomorrow I Go" av Ledina Çelo.
- 2007: "Hear My Plea" av Frederik Ndoci.
- 2008: "Zemrën e lamë peng" av Olta Boka.[1]
- 2015: "Dambaje" av Mishela Rapo
- 2016: "Besoj" av Klesta Qehaja